# Phymateus viridipes
Phymateus viridipes är en insektsart som beskrevs av Carl Stål 1873. Phymateus viridipes ingår i släktet Phymateus och familjen Pyrgomorphidae.

## Underarter
Arten delas in i följande underarter:
- P. v. viridipes
- P. v. brunneri

## Bildgalleri

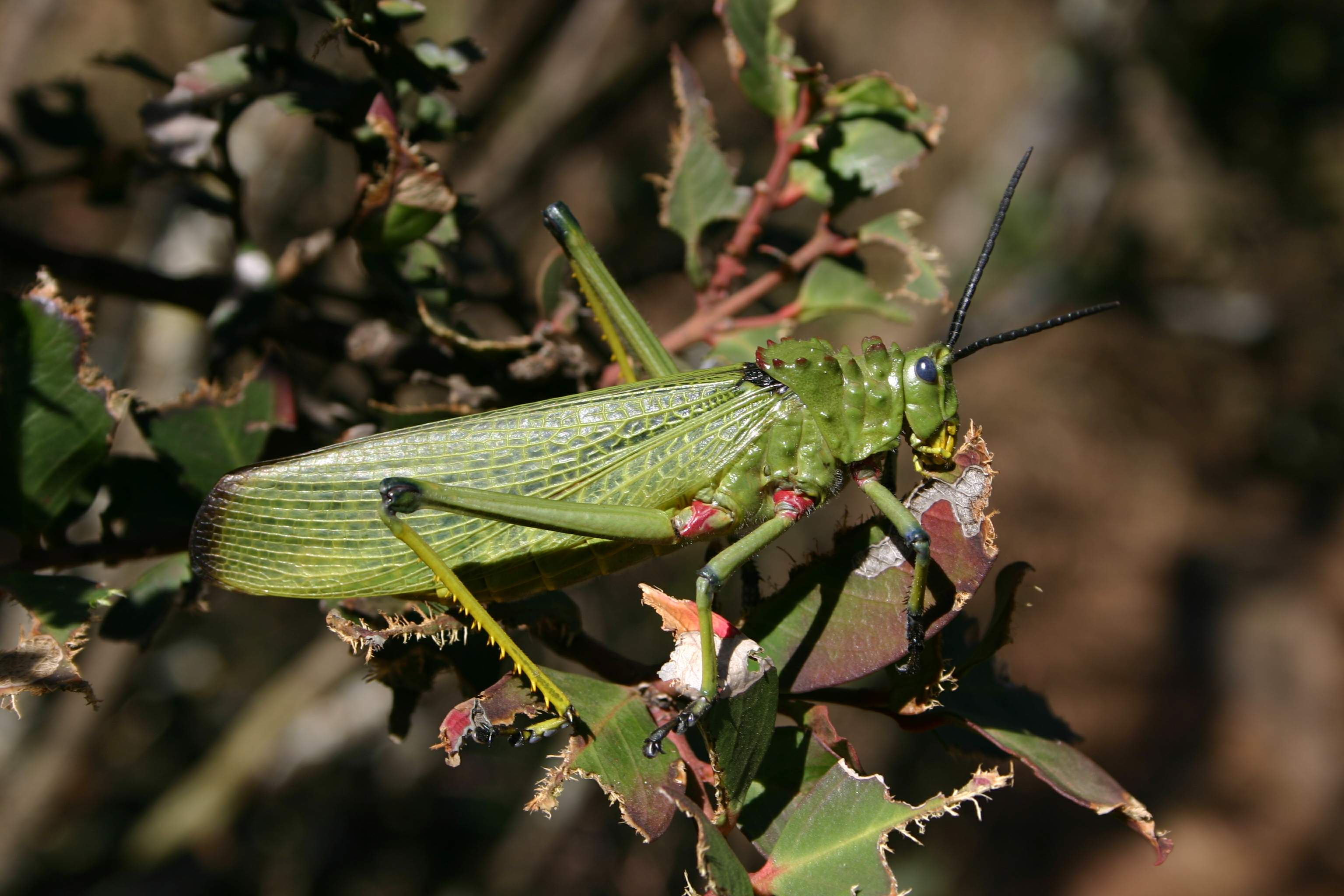
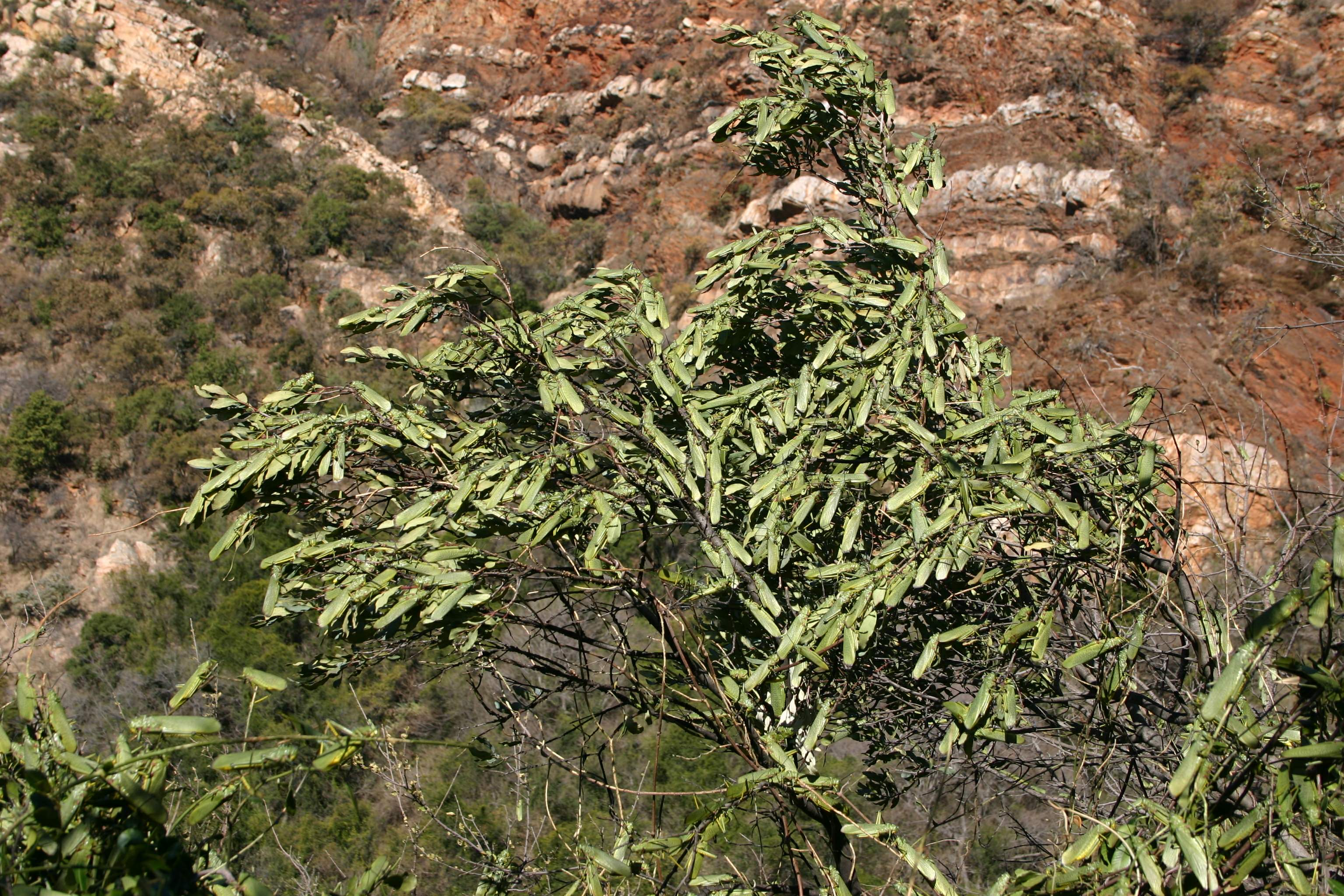
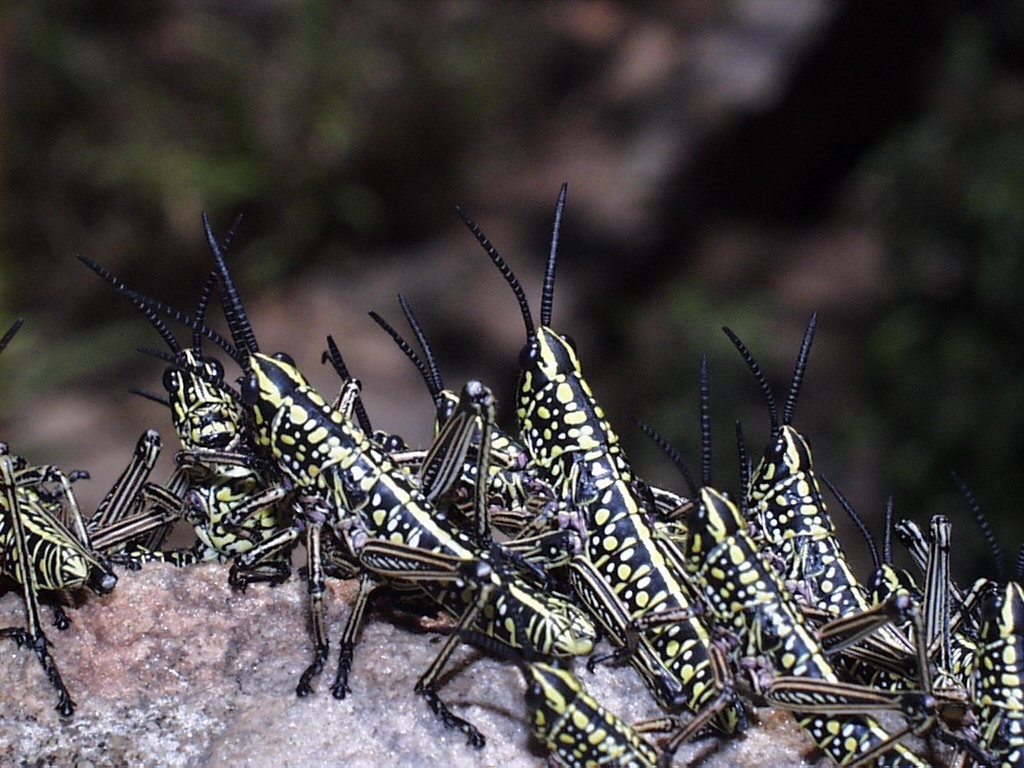